# قضية جاكلين سوفاج
جاكلين سوفاج (1947 - 2020)، هي فرنسية من بلدة مونتارجيس (شمال وسط فرنسا)، جاكلين قتلت زوجها نوربرت ماروت بإطلاق النار عليه في ظهره ثلاث مرات ببندقية صيد يوم 10 سبتمبر 2012. حدث هذا بعد يوم من انتحار ابنهما.
وشغلت قضية سوفاج الرأي العام الفرنسي الذي انقسم ما بين مناصر لها وناقم عليها؛ لأنها قتلت زوجها بثلاث رصاصات في الظهر بدم بارد. ومما زاد من شهرة المتهمة أن الرئيس الفرنسي الأسبق فرنسوا هولاند استخدم صلاحياته، وأصدر عنها عفواً رئاسياً قبل انقضاء مدة حكمها. وقيل يومها إن هولاند خضع لضغوط الجمعيات النسائية التي حولت القاتلة إلى رمز لمقاومة العنف الزوجي.
```
أفادت في المحكمة بأنه كان يعتدي على ابنتيه، وقد تسبب في انتحار ابنهما الوحيد. وفي بداية جلسات محاكمتها، لم تحاول المتهمة نكران الجريمة؛ بل اعترفت بأنها تناولت بندقية، بعد أن أسودت الدنيا في وجهها، قائلة: «فاض بي الكيل، فأطلقت رصاصات أوقفت عمراً كاملاً من المهانة والظلم»؛ لكنها بدت منهارة في الجلسة الأخيرة، والتفتت نحو أعضاء هيئة التحكيم، وقالت إنها تعتذر من شقيقة الزوج القتيل وتطلب الغفران، ومن ثم أردفت: «أود أن أرى أحفادي».
```

وتحولت الجلسات إلى استعراض مأساوي لما يمكن أن يجري وراء جدران كثير من البيوت، لا سيما في الريف الفرنسي. وصدر عليها حكم مخفف بالسجن لمدة 10 سنوات، بذريعة أنه كان يعذبها طوال سنوات حياتهما المشتركة.

## وفاة جاكلين
فارقت الحياة عن 72 عاماً، يوم الأربعاء 29 يوليو 2020.